# Kertu Laak
Kertu Laak (ur. 21 lutego 1998 w Kohili) – estońska siatkarka, reprezentantka kraju, grająca na pozycji atakującej.

## Kariera młodzieżowa
Treningi siatkarskie rozpoczęła w drugiej klasie szkoły podstawowej pod okiem trener Ingrid Kangur. W siódmej klasie wstąpiła do Gimnazjum Sportowego Audentes. Uczestniczyła w rozgrywkach o mistrzostwo i puchar Estonii w kategoriach młodzieżowych, w których wywalczyła kilka medali. W latach 2013–2017 była powoływana przez trener Merle Keerutaja do młodzieżowej reprezentacji Estonii, z którą brała udział w turniejach kwalifikacyjnych do mistrzostw Europy i mistrzostw świata w swojej grupie wiekowej.
Na swoim koncie ma także uczestnictwo w turniejach siatkówki plażowej w kategoriach wiekowych U14, U16 i U18. W 2013 parze z Hanną Pajula rywalizowała w mistrzostwach Europy U18, w których zajęła 17 miejsce.

## Kariera reprezentacyjna
Siatkarka po raz pierwszy została powołana do seniorskiej reprezentacji Estonii w wieku 15 lat. Pierwszy mecz rozegrała we wrześniu 2013 podczas XIV Turnieju Sorv-Elektro Volley w Finlandii, na pozycji rozgrywającej. W 2019 wraz z reprezentacją wywalczyła pierwszy w historii Estonii awans do turnieju finałowego mistrzostw Europy. W 2019 i 2023 zajęła z drużyną 23 miejsce w europejskim czempionacie.
W 2023 zwyciężyła w rozgrywkach Srebrnej Ligi Europejskiej, zdobywając w finałowym meczu przeciwko reprezentacji Austrii 25 punktów.

## Sukcesy klubowe
Srebrna Liga Europejska:
- 2023

Liga bałtycka:
- 2014, 2015, 2016
- 2017

Liga estońska:
- 2014, 2015, 2016, 2017

Puchar Estonii:
- 2014, 2017

Liga fińska:
- 2019
- 2018

Puchar Polski:
- 2024[17]

Liga polska:
- 2024[18]

Superpuchar Polski:
- 2024[19]

## Nagrody indywidualne, wyróżnienia
- 2014: Najlepsza rozgrywająca mistrzostw Estonii 2013/2014[20]
- 2014: Najlepsza rozgrywająca Ligi Bałtyckiej 2013/2014[21]
- 2015: Najlepsza atakująca mistrzostw Estonii 2014/2015[22]
- 2015: Najlepsza atakująca Ligi Bałtyckiej 2014/2015
- 2016: Najlepsza atakująca mistrzostw Estonii 2015/2016[23]
- 2017: Najlepsza atakująca mistrzostw Estonii 2016/2017[24]
- 2018: Najlepsza atakująca mistrzostw Finlandii 2017/2018
- 2018: Najlepsza blokująca Srebrnej Ligi Europejskiej[25]
- 2023: Najbardziej wartościowa siatkarka turnieju finałowego Srebrnej Ligi Europejskiej[26]
- 2024: Najlepsza siatkarka Estonii w 2024 roku[27]